# Température ressentie
Pour les articles homonymes, voir Température (homonymie).
La température ressentie est un indice qui exprime la sensation subjective de froid ou de chaleur en fonction de la température mesurée, du vent, de l'ensoleillement direct et de l'humidité relative.
L'indice de froid ressenti, ou indice de refroidissement éolien, a été historiquement mis au point au Canada et aux États-Unis. Il est évalué par des formules empiriques de telle façon qu'il soit intuitivement comparable à la température qui causerait la même sensation sur la peau nue dans des conditions de vent nul et d'humidité relative normale. Il est calculé pour être comparable à des degrés Celsius, sauf aux États-Unis où il l'est pour les degrés Fahrenheit.
À côté de l'indice de froid, il existe aussi  des indices de température ou d'inconfort ressentis pour les grandes chaleurs, qui tiennent compte de l'humidité relative : l'indice humidex au Canada, l'indice de chaleur (Heat Index – HI) aux États-Unis et la température au thermomètre-globe mouillé.

## Contexte
Le corps humain utilise la nourriture pour sa croissance et son propre fonctionnement. Ce processus engendre de la chaleur qu'il utilise pour se maintenir à une température adaptée à son fonctionnement tandis que le reste est dissipé dans l'environnement. La quantité de chaleur produite est évaluée par l'indice métabolique. Lorsque la chaleur dissipée est supérieure à la chaleur produite, une sensation de froid est perçue par le système nerveux. Inversement, un surplus de production calorique entraîne une sensation de chaleur. Le confort consiste dans l'équilibre entre la chaleur produite et la chaleur dissipée. Tout mécanisme qui modifie les pertes de chaleur du corps influence ainsi la sensation thermique.
Le corps nu dispose de diverses possibilités pour régulariser l'émission de chaleur pour une gamme de températures ambiantes variant de 15 à 30 °C. Au-dessus et au-dessous, le corps doit être protégé par des vêtements ou être rafraîchi artificiellement. Les échanges de chaleur avec l'environnement se font de quatre façons :
- Conduction thermique : lorsque la peau nue entre en contact avec un objet présentant une température différente de celle de la peau, il y a échange de chaleur avec l'objet par conduction. C'est le moyen d'échange le moins important ;
- Convection : l'air en contact avec la peau s'échauffe, augmente en volume et s'élève pour être remplacé par de l'air plus frais et plus dense. Si l'air est plus chaud que la peau, le processus sera inverse ;
- Rayonnement : tout corps échange de la chaleur par rayonnement avec un autre corps d'une température différente de la sienne sans entrer en contact avec lui ;
- Évapotranspiration : l'évaporation de la sueur sur la peau nécessite une quantité de chaleur de 2 430 kilojoules par kilogramme d'eau évaporée (540 kcal/kg), chaleur provenant du corps. L'ampleur de cet échange dépend de l'humidité relative et de la vitesse de l'air.

Dans les trois premiers procédés, l'échange de chaleur dépend de la différence de température entre la peau et l'environnement : plus la différence est importante, plus l'échange le sera également. Le quatrième système, l'évapotranspiration, suppose toujours une perte de chaleur pour le corps, de sorte que si la température ambiante dépasse celle du corps (36,5 °C), le seul moyen naturel de dissipation de la chaleur est la transpiration.

## Froid ressenti
En hiver, la sensation de froid est plus vive en présence de vent que par temps calme. Ceci est dû à deux facteurs : d'une part, le vent balaye la mince couche d'air chaud formée par rayonnement juste au-dessus de la peau ; d'autre part, privée de cet isolant, l'humidité de la peau peut s'évaporer, selon l'humidité ambiante, pour accentuer encore le refroidissement. La combinaison de ces deux facteurs conduit à la formule de la température ressentie,.
Par exemple pour une température de −10 °C et un vent de 30 km/h, l'indice est de -20, ce qui signifie que la sensation de froid est – approximativement – équivalente à celle ressentie à une température ambiante de −20 °C par une journée sans vent sur la peau nue. Ceci ne s'applique pas aux parties vêtues d'une personne qui, par définition, ne ressentent pas le vent.

## Chaleur ressentie
La chaleur est de plus en plus inconfortable à mesure que l'humidité augmente. En effet, plus l'air est humide moins le mécanisme de transpiration est efficace pour rafraîchir le corps. La température ressentie est donc plus élevée qu'à humidité moindre. La température ressentie dépend également du rayonnement solaire, qui frappe directement la peau ou non, et du vent.
L'indice humidex, sans unités, est un « indice d'inconfort ressenti » utilisé au Canada et tenant compte seulement de l'humidité de l'air ambiant. Ses valeurs se trouvent dans une plage de valeurs qui ressemble à une température en °C mais ne sont pas des températures équivalentes ressenties. L'indice de chaleur (Heat Index) utilisé aux États-Unis est similaire à l'humidex mais ses valeurs sont exprimés en température équivalente. En revanche, la température au thermomètre-globe mouillé comporte des paramètres pour tenir compte de l'effet rafraîchissant du vent et aggravant de l'ensoleillement.

### L'indice Humidex
Cet indice a été mis au point et est utilisé au Canada.

### L'Indice de chaleur (Heat Index– HI)
L'indice de chaleur HI (Heat Index) estime la chaleur ressentie. Il a été adopté en 1978 par le National Weather Service, le service météorologique national des États-Unis. Il exprime la sensation de chaleur, en degrés Fahrenheit, en fonction de la température mesurée en degrés Fahrenheit et du taux d'humidité relative, à l'ombre et en l'absence de vent.

## Utilité des indices de température ressentie
L'indice de refroidissement éolien est indispensable en hiver dans les pays au climat rigoureux comme le Canada. Il permet de conseiller la population sur les précautions nécessaires, comme s'habiller chaudement ou interdire aux enfants de jouer dehors, et d'anticiper les mesures publiques à adopter pour éviter les blessures causées par le froid (gelures ou hypothermie).
D'autre part, les différents indices de chaleur permettent d'estimer l'effet des chaleurs extrêmes sur la population : déshydratation, coup de chaleur, etc. qui peuvent mener de l'inconfort à la mort. Par exemple, la canicule européenne de 2003 a causé plusieurs milliers de morts. La prévision des températures ressenties permet aux personnes et aux autorités de prendre les  mesures nécessaires (refuge climatisé, ouverture des piscines publiques, etc.) pour prévenir les effets des températures extrêmes.